# Ignacio Eizaguirre
Ignacio Eizaguirre (San Sebastián, 1920. november 7. – San Sebastián, 2013. szeptember 1.) válogatott spanyol labdarúgó, kapus, edző. Apja Agustín Eizaguirre olimpiai ezüstérmes labdarúgókapus a spanyol csapattal az antwerpeni olimpián.

## Pályafutása

### Klubcsapatban
1936-ban szerződött a Real Sociedadhoz, de a spanyol polgárháború miatt a bajnokság szünetelt. 1939-ben mutatkozott be a másodosztályú csapatban és rá egy évre már a Valencia CF játékosa volt. Az 1940-es években három bajnoki címet és két spanyol kupa győzelmet nyert a csapattal. Az 1943–44-es, 1944–45-ös szezonban a legkevesebb gólt kapta és így mindkétszer elnyerte a Zamora-díjat. 1950-ben visszatért szülőföldjére és hat idényen át a Real Sociedad kapusa volt az élvonalban. 1956 és 1960 között az Osasuna együttesében szerepelt. 1960 nyarán közel negyvenévesen vonult vissza az aktív labdarúgástól. Pályafutása alatt 19 idényen át 381 élvonalbeli mérkőzésen védett a Real Sociedad, a Valencia CF és a CA Osasuna színeiben.

### A válogatottban
1945 és 1952 között 18 alkalommal védett a spanyol válogatottban. 1945. március 11-én Lisszabonban Portugália ellen debütált. A találkozó 2–2-es döntetlennel ért véget. Tagja volt 1950-es brazíliai világbajnokságon negyedik helyen végzett csapatnak. A világbajnokságon két mérkőzésen játszott: az Egyesült Államok elleni 3–1-es győztes és a Svédország elleni 1–3-as vesztes találkozón.

### Edzőként
Az Osasuna csapatában kezdte edzői pályafutását még játékosként. Utolsó aktív idényében már a csapat edzője is volt. 1977-ig a Córdoba CF, a Sevilla FC és a Granada CF együttesnél tevékenykedett az élvonalban illetve számos másodosztályú klubnál is dolgozott.

## Sikerei, díjai

### Játékosként
Spanyolország
- Világbajnokság
  - 4. helyezett: 1950, Brazília

 Valencia CF
- Spanyol bajnokság
  - bajnok: 1941–42, 1943–44, 1946–47
  - 2.: 1947–48, 1948–49
  - 3.: 1940–41 , 1949–50
  - Ricardo Zamora-díj:  1943–44, 1944–45
- Spanyol kupa
  - győztes: 1941, 1949
- Eva Duarte-kupa
  - győztes: 1949

 Real Sociedad
- Spanyol kupa
  - döntős: 1951